# 一発貫太くん
『一発貫太くん』（いっぱつかんたくん）は、1977年9月18日から1978年9月24日までフジテレビ系列局で放送されていたテレビアニメ。フジテレビとタツノコプロの共同制作。全53話。放送時間は毎週日曜 18:00 - 18:30（日本標準時）。

## 概要
読売広告社からタツノコプロへの「根性ものでないスポーツものを」という依頼に応えて製作された少年野球アニメ。1976年9月までタツノコプロが製作・放送していた長寿アニメ『てんとう虫の歌』にも通じる大家族ホームドラマの要素も盛り込んだコメディ調の作品である。前年の1976年には、同じく少年野球を題材にしたアメリカ映画『がんばれ!ベアーズ』が評判になっていた。
平均視聴率は15.6%（タツノコプロが所有する資料による）。
タツノコプロ社長の吉田竜夫は、この作品の放送開始直前に死去。ほぼ同時期に放送されていた『風船少女テンプルちゃん』や『ヤッターマン』とともに、本作は吉田の遺作となった。3作品とも、没後も吉田竜夫を製作者として最後までクレジットされている。なおこの時期にタツノコプロに入社した押井守は、本作でアニメ演出家デビュー。
本作の放送期間中、学習研究社発行の『科学と学習』と『どっかんV』で複数の漫画家によるコミカライズ作品の連載が行われていた（作画担当者は、掲載誌の対象学年ごとに異なる）。

## あらすじ
戸馳（とばせ）一家（飼い犬の野球十兵衛含む）が結成した草野球チーム「ホーマーズ」の活躍を描く。

## 登場人物
戸馳 貫太（）
声 - 太田淑子
本編の主人公で戸馳家の三男。小学5年生（後に6年生）。やんちゃでおっちょこちょいだが、情に厚く正義感が強い。ポジションはサード。背番号3。打順は3番または5番（後に4番）。「～っち」が口癖。
戸馳久美子
声 - 麻生美代子
戸馳兄弟の母親。戸馳ホーマーズのオーナー兼監督であり、トラックを改造した移動式ラーメン屋の女主人として8人の子供を育てている肝っ玉母さん。死別した夫は元プロ野球選手の戸馳球太郎で、背番号は亡夫の現役時代の「9」。夫を試合中の事故で亡くしたショックから野球嫌いになり、当初は子供達に野球を禁じていた。しかし貫太の野球にかける情熱を前に考えを改め、以後は商売用のトラックを改装してトレーニング施設を設けるなど全面的に支援をし、自ら子供達を鍛え上げる。
戸馳一郎
声 - 秋元千賀子
長男。中学1年生（後に中2）。背が高く痩せ型。多少気弱なところがあるが、冷静で文字通り兄弟のリーダー。ポジションはピッチャー。背番号1。打順は4番だったが後にピッチングに専念するため5番に。周囲の台詞によれば、ピッチャーとしては「打たせて取る主義」。
戸馳二郎
声 - 塩沢兼人
次男。小学6年生（後に中1）。大柄で、のんびりした大らかな性格。ポジションはキャッチャー。背番号2。打順は5番または3番。
戸馳四郎
声 - 小宮和枝
四男。小学4年生（後に5年生）。家族で唯一眼鏡をかけていて、真面目な勉強家。ポジションはセカンド。背番号4。打順は6番。すぐ上の兄・貫太の言動にツッコミを入れる役どころ。
戸馳五子
声 - 横沢啓子
長女。小学3年生（後に4年生）。ポジションはショートで右投げ右打ち。背番号5。俊足を誇る1番打者。六子とは双子だが性格は違い、男勝りでおてんば。
戸馳六子
声 - 横沢啓子
次女。小学3年生（後に4年生）。ポジションはファースト。背番号6。打順は7番。左投げ左打ち。男勝りの五子とは対照的におとなしく家庭的な性格。
戸馳七郎
声 - 井上瑤
五男。小学2年生（後に3年生）。スマートなプレースタイルに憧れ、いつも伊達マフラーをしている。一人称は「ミー」。ポジションはセンター。背番号7。打順は2番。五子と並ぶ俊足で、貫太曰く「外野手としてのセンスは抜群」。自ら志願して特訓した後、スイッチヒッターになる。
戸馳幼吉
声 - 鈴木れい子
六男で末っ子。未就学。ポジションはレフト。背番号8。打順は8番。泣き虫で甘えん坊。まだ幼いため、ほかの兄弟と比べて技術が追いつかないところがあり、貫太から「外野の弱点」と指摘されたこともある。
野球十兵衛
声 - 大平透
戸馳家で飼われている犬。犬でありながら人間の言葉を話し、さらにはホーマーズのチームメンバーまでもこなす。ポジションはライト。背番号10。打順は足の速さを生かして9番。口癖は「〜でござる」で戸馳家の人間を「〜どの」と呼ぶ、昔の武士のような口調。貫太曰く「動物的カンの持ち主」。
岡良吉
声 - 及川ヒロオ
戸馳家の近所にある豆腐屋の主人。戸馳家とは昔なじみ。通称「オカラさん」。ホーマーズの試合時には、私設応援団（メンバーは犬や猫）長として駆けつけるのが常。
花子
声 - 黒須薫
岡良吉の娘。貫太のガールフレンド的存在。
和尚
声 - 大宮悌二
郷則久
声 - 橋本晃一
貫太のライバル的存在。

## スタッフ
- 製作 - 吉田竜夫
- 原作 - タツノコプロ企画室
- 企画 - 鳥海尽三、宮田知行
- 音楽 - 市川昭介、はやしこば
- 制作担当 - 中野政則（タツノコプロ）、内間稔、大野実（読売広告社）
- 録音ディレクター[注釈 2] - 水本完
- 録音 - 兼子芳博
- 効果 - 加藤昭二（アニメサウンドプロダクション）
- 現像 - 東洋現像所
- プロデューサー - 井上明（タツノコプロ）
- 総監督 - 笹川ひろし
- キャラクターデザイン - 下元明子
- 作画担当 - 吉橋節
- 美術 - 野々宮恒男
- 原動画 - スタジオルック、スタジオバーズ、スタジオオニオン、トップクラフト、タマプロダクション
- 背景 - スタジオビッグ、アニメフレンド
- 仕上 - スタジオルック、スタジオオニオン、竜仕上センター、トップクラフト
- 撮影 - 結束義博、都島雅義、福田岳志、於本廣康、高山文彦、平山則夫
- 編集 - 木田伴子、西出栄子、三木幸子、戸田礼子
- 進行 - 和久田俊文、羽田野智子、西山孝一、木村友和、田代文夫、浜野久、伏川政明、赤崎義人、新井正彦、田村常夫
- 製作協力 - アドコスモ
- 制作 - フジテレビ、タツノコプロ

## 主題歌
オープニングテーマ「やるぞ一発！野球道」
作詞 - 伊藤アキラ / 作曲 - 市川昭介 / 編曲 - 筒井広志 / 歌 - 千葉由美、ヤング・フレッシュ、こおろぎ'73
エンディングテーマ「ホーマーズの歌」
作詞 - 伊藤アキラ / 作曲 - 市川昭介 / 編曲 - 筒井広志 / 歌 - ヤング・フレッシュ、こおろぎ'73

## 各話リスト
| 話数 | 放送日         | サブタイトル             | 脚本                | 演出                |
| ---- | -------------- | ------------------------ | ------------------- | ------------------- |
| 1    | 1977年 9月18日 | とばせホーマーズ誕生     | 陶山智              | 笹川ひろし          |
| 2    | 9月25日        | あこがれのユニフォーム   | 毛利元              | 笹川ひろし 上梨満雄 |
| 3    | 10月2日        | 大奮闘！オカラ応援団     | 山本優              | 布川ゆうじ          |
| 4    | 10月9日        | 夢のホームランカー       | 鳥海尽三 海老沼三郎 | 上梨満雄 岩田弘     |
| 5    | 10月16日       | 花子のがんばれおにぎり   | 山本優              | 真下耕一            |
| 6    | 10月23日       | 笑顔の父ちゃんボール     | 曽田博久            | 笹川ひろし 岩田弘   |
| 7    | 10月30日       | 小さなルールブック       | 山本優              | 布川ゆうじ          |
| 8    | 11月6日        | 野球なんかやめだ！       | 堀田史門            | 上梨満雄            |
| 9    | 11月13日       | 打倒！シルバーフォックス | 山本優              | 矢沢規夫 岩田弘     |
| 10   | 11月20日       | すばらしき一点           | 曽田博久            | 真下耕一            |
| 11   | 12月4日        | おしかけ名コーチの秘密   | 高久進              | 布川ゆうじ 岩田弘   |
| 12   | 12月11日       | 急病！仮病？二郎の欠場   | 山本優              | 上梨満雄            |
| 13   | 12月18日       | きょうだい三遊間         | 曽田博久            | 岩田弘              |
| 14   | 12月25日       | モテモテ貫太の悩み       | 山本優              | 笹川ひろし 真下耕一 |
| 15   | 1978年 1月1日  | 男だ！野球十兵衛         | 山本優              | 上梨満雄            |
| 16   | 1月8日         | ひとりぼっちのエース     | 曽田博久            | 岩田弘              |
| 17   | 1月15日        | 噂の名人バット安         | 山本優              | 高木厚炎 佐々木皓一 |
| 18   | 1月22日        | あこがれの甲子園         | 曽田博久            | 矢沢規夫 岩田弘     |
| 19   | 1月29日        | グランドキーパーのほこり | 海老沼三郎 毛利元   | 真下耕一            |
| 20   | 2月5日         | もどれ十兵衛！九番打者   | 高久進              | 上梨満雄            |
| 21   | 2月12日        | 青い眼のリリーフ投手     | 山本優              | 岩田弘              |
| 22   | 2月19日        | 恐怖のデッドボール       | 曽田博久            | 上梨満雄            |
| 23   | 2月26日        | 六子の特訓志願           | 曽田博久            | 高木厚炎 佐々木皓一 |
| 24   | 3月5日         | 母ちゃんは名監督         | 陶山智              | 岩田弘              |
| 25   | 3月12日        | 野球仮面あらわる!        | 曽田博久            | 真下耕一            |
| 26   | 3月19日        | スカウトが来た           | 曽田博久            | 上梨満雄            |
| 27   | 3月26日        | 貫太VSガキ大将           | 山本優              | 岩田弘              |
| 28   | 4月2日         | ワンマン美少女投手       | 曽田博久            | 押井守              |
| 29   | 4月9日         | これが男の野球道         | 竹内進              | 押井守 岩田弘       |
| 30   | 4月16日        | 思い出のグラウンド       | 竹内進              | 上梨満雄            |
| 31   | 4月23日        | 傷だらけの勝利           | 曽田博久            | 佐々木皓一          |
| 32   | 4月30日        | 友情の大ファール         | 高久進              | 矢沢規夫            |
| 33   | 5月7日         | ホーマーズ二軍落ち       | 曽田博久            | 真下耕一            |
| 34   | 5月14日        | ナゾの名コーチ           | 毛利元 海老沼三郎   | 矢沢規夫            |
| 35   | 5月21日        | 四郎のマイコン野球       | 曽田博久            | 上梨満雄            |
| 36   | 5月28日        | 父ちゃんのピンチヒッター | 山本優              | 佐々木皓一          |
| 37   | 6月4日         | 七郎のスイッチヒッター   | 陶山智              | 西久保瑞穂 植田秀仁 |
| 38   | 6月11日        | 花子のスコアブック       | 堀田史門            | 岩田弘              |
| 39   | 6月18日        | 日本一のブルペン捕手     | 曽田博久            | 上梨満雄            |
| 40   | 6月25日        | ホーマーズ解散!?         | 山本優              | 八尋旭 岩田弘       |
| 41   | 7月2日         | 行くぞ！武者修行         | 曽田博久            | 押井守              |
| 42   | 7月9日         | うばわれたポジション     | 山本優              | 植田秀仁            |
| 43   | 7月16日        | 焼津港のプレイボール     | 曽田博久            | 岩田弘              |
| 44   | 7月23日        | 那智滝のカラス天狗       | 山本優              | 真下耕一            |
| 45   | 7月30日        | 土佐に生きていた父ちゃん | 滝三郎 海老沼三郎   | 矢沢規夫 岩田弘     |
| 46   | 8月6日         | 瀬戸の野球道場           | 山本優              | 植田秀仁            |
| 47   | 8月13日        | 宿命！秋吉台の対決       | 曽田博久            | 上梨満雄            |
| 48   | 8月20日        | 阿蘇・最後の武者修行     | 曽田博久            | 岩田弘              |
| 49   | 8月27日        | 決戦！東京代表戦         | 山本優              | 真下耕一            |
| 50   | 9月3日         | 本大会！激突兄妹チーム   | 山本優              | 植田秀仁            |
| 51   | 9月10日        | ホーマーズ出場停止!?     | 曽田博久            | 矢沢規夫 岩田弘     |
| 52   | 9月17日        | 準決勝意外なヒーロー     | 曽田博久            | 上梨満雄            |
| 53   | 9月24日        | 白球よ！大空高く         | 山本優              | 岩田弘              |

## 放送局
※放送日時は、個別に出典が提示してあるものを除き1978年9月終了時点、放送系列は放送当時のものとする。
| 放送対象地域   | 放送局         | 放送日時                                                                 | 放送系列                                     | 備考                                         |
| -------------- | -------------- | ------------------------------------------------------------------------ | -------------------------------------------- | -------------------------------------------- |
| 関東広域圏     | フジテレビ     | 日曜 18:00 - 18:30                                                       | フジテレビ系列                               | 製作局                                       |
| 北海道         | 北海道文化放送 | 日曜 18:00 - 18:30                                                       | フジテレビ系列                               |                                              |
| 秋田県         | 秋田テレビ     | 日曜 18:00 - 18:30                                                       | フジテレビ系列                               |                                              |
| 宮城県         | 仙台放送       | 日曜 18:00 - 18:30                                                       | フジテレビ系列                               |                                              |
| 山形県         | 山形テレビ     | 日曜 18:00 - 18:30                                                       | フジテレビ系列 テレビ朝日系列                |                                              |
| 長野県         | 長野放送       | 日曜 18:00 - 18:30                                                       | フジテレビ系列                               |                                              |
| 静岡県         | テレビ静岡     | 日曜 18:00 - 18:30                                                       | フジテレビ系列                               |                                              |
| 富山県         | 富山テレビ     | 日曜 18:00 - 18:30                                                       | フジテレビ系列                               |                                              |
| 石川県         | 石川テレビ     | 日曜 18:00 - 18:30                                                       | フジテレビ系列                               |                                              |
| 福井県         | 福井テレビ     | 日曜 18:00 - 18:30                                                       | フジテレビ系列                               |                                              |
| 中京広域圏     | 東海テレビ     | 日曜 18:00 - 18:30                                                       | フジテレビ系列                               |                                              |
| 近畿広域圏     | 関西テレビ     | 日曜 18:00 - 18:30                                                       | フジテレビ系列                               |                                              |
| 島根県・鳥取県 | 山陰中央テレビ | 日曜 18:00 - 18:30                                                       | フジテレビ系列                               |                                              |
| 広島県         | テレビ新広島   | 日曜 18:00 - 18:30                                                       | フジテレビ系列                               |                                              |
| 愛媛県         | 愛媛放送       | 日曜 18:00 - 18:30                                                       | フジテレビ系列                               | 現・テレビ愛媛。                             |
| 福岡県         | テレビ西日本   | 日曜 18:00 - 18:30                                                       | フジテレビ系列                               |                                              |
| 佐賀県         | サガテレビ     | 日曜 18:00 - 18:30                                                       | フジテレビ系列                               |                                              |
| 熊本県         | テレビ熊本     | 日曜 18:00 - 18:30                                                       | フジテレビ系列 日本テレビ系列 テレビ朝日系列 |                                              |
| 沖縄県         | 沖縄テレビ     | 日曜 18:00 - 18:30                                                       | フジテレビ系列                               |                                              |
| 青森県         | 青森放送       | 土曜 17:00 - 17:30                                                       | 日本テレビ系列 テレビ朝日系列                |                                              |
| 岩手県         | 岩手放送       | 木曜 17:30 - 18:00                                                       | TBS系列                                      | 現・IBC岩手放送。                            |
| 福島県         | 福島テレビ     | 日曜 17:30 - 18:00                                                       | TBS系列 フジテレビ系列                       |                                              |
| 山梨県         | 山梨放送       | 火曜 17:00 - 17:30                                                       | 日本テレビ系列                               | 放送開始当初は月曜19:00 - 19:30のVTRネット。 |
| 新潟県         | 新潟総合テレビ | 水曜 18:00 - 18:30（1978年9月まで） 水曜 18:30 - 19:00（1978年10月から） | フジテレビ系列 日本テレビ系列 テレビ朝日系列 | 現・NST新潟総合テレビ。                      |
| 岡山県         | 岡山放送       | 火曜 19:00 - 19:30                                                       | フジテレビ系列 テレビ朝日系列                | 当時の放送対象地域は岡山県のみ。             |
| 山口県         | 山口放送       | 火曜 17:15 - 17:45                                                       | 日本テレビ系列                               |                                              |
| 徳島県         | 四国放送       | 水曜 17:30 - 18:00                                                       | 日本テレビ系列                               |                                              |
| 高知県         | 高知放送       | 水曜 18:00 - 18:30                                                       | 日本テレビ系列                               |                                              |
| 長崎県         | テレビ長崎     | 金曜 18:00 - 18:30                                                       | フジテレビ系列 日本テレビ系列                |                                              |
| 大分県         | 大分放送       | 土曜 18:00 - 18:30                                                       | TBS系列                                      |                                              |
| 鹿児島県       | 鹿児島テレビ   | 土曜 17:55 - 18:25                                                       | 日本テレビ系列 フジテレビ系列 テレビ朝日系列 |                                              |

## 他作品へのキャラクター起用
主人公の貫太は、学習まんがひみつシリーズ『野球のひみつ』（学習研究社刊。1977年発行の初版、1987年発行の新訂版）にイメージキャラクターとして登場していた（画 - 西雄介）。ただし貫太の特徴的な口調である「〜っち」などは登場せず、貫太・一郎・二郎・十兵衛以外は登場していない。1993年発行の新訂版では、シュガー佐藤、吉田忠画のオリジナルキャラクターに差し替えられており、さらに2005年出版の「新ひみつシリーズ」では、中川よしあき画のオリジナルキャラクターに変更されている。
並行して放送されていた『ヤッターマン』（こちらも太田淑子主演）にも劇中のテレビに登場したり、ドクロベエが貫太の姿で出てきてドロンボーをズッコケさせたりすることもあった。また第60話の冒頭では、祭りの夜店で売られていたお面の中に、ヤッターマン1号、『風船少女テンプルちゃん』のテンプル、『ポールのミラクル大作戦』のドッペ、タツノコマークなどに混ざって貫太のお面があった。
2019年4月5日公開のアニメ映画『パンドラとアクビ』の後篇作である『精霊と怪獣の街』には、貫太をモデルにした『カンタ』という少年がゲスト出演している。このキャラクターの声は、田村睦心が担当している。